# Marmelete
Marmelete ist eine Gemeinde (Freguesia) im Süden Portugals. Die Gemeinde hat 698 Einwohner (Stand 19. April 2021) und gehört zum Kreis Monchique.

## Geografie
Marmelete liegt in der Gebirgslandschaft Serra de Monchique und ist etwa 17 km von der östlich gelegenen Kreisstadt Monchique und dem etwa 15 km westlich gelegenen Aljezur entfernt.

## Legende
Der Ursprung von Marmelete ist nicht klar und nicht genau bekannt. Man erzählt sich folgende Legende:

Es war einmal eine Besatzung, bestehend aus dem Kapitän und vier Matrosen, die übers Meer segelte. Eines Nachts kenterte das Schiff wegen eines Unwetters. Mit großer Mühe konnten alle sich zusammen an die Küste von Lagos retten, auch acht Ziegen und ein paar Teile des Schiffes konnten sie bergen.
Nachdem sie sich gerettet hatten, stiegen sie auf die umliegenden Berge, um einen geeigneten Unterschlupf zu finden. Der Platz, der ihnen damals als am geeignetsten erschien, ist heute unter dem Namen Marmelete bekannt.

Dort blieben sie lange Zeit und ernährten sich von Ziegenmilch und Fisch. Jeden Morgen stiegen ein paar den Berg hinab zum Meer, um dort Fisch zu fangen, während die anderen auf die Tiere aufpassten. Aus den Resten des Schiffes bauten sie sich provisorische Unterkünfte.
Irgendwann lernten die Männer Frauen aus der Gegend kennen und heirateten. Nur der Kapitän konnte sich nicht mit dem monotonen Leben an Land abfinden. Mittlerweile hatte sich der ursprüngliche Unterschlupf zu einem Dörfchen aus richtigen Unterkünften und mit einer großen Menge an Vieh entwickelt. Eines Tages ging der Kapitän zum Hafen von Lagos und traf durch Zufall einen alten, ihm bekannten Kapitän. Diesem erzählte er von seiner Lage, so dass jener ihm seine Stelle als Kapitän überließ.
Da er seine Männer nicht mitnehmen konnte, verabschiedete er sich von ihnen mit folgenden Worten:
"Meine Freunde, ich verlasse euch und weiß nicht, ob ich wiederkehre. Aber in meiner Seele behalte ich diesen Ort und taufe ihn "Mar e Leite" (Meer und Milch). Die beiden Elemente, die uns halfen, viele Jahre zu überleben. Das Meer, wo wir Fische fingen und die Milch der Ziegen."
Die Männer nahmen an und schrieben diese Sätze auf einen Stein.
Mit der Zeit wurde der Name abgewandelt, bis er sich zur heutigen Form "Marmelete" entwickelte.

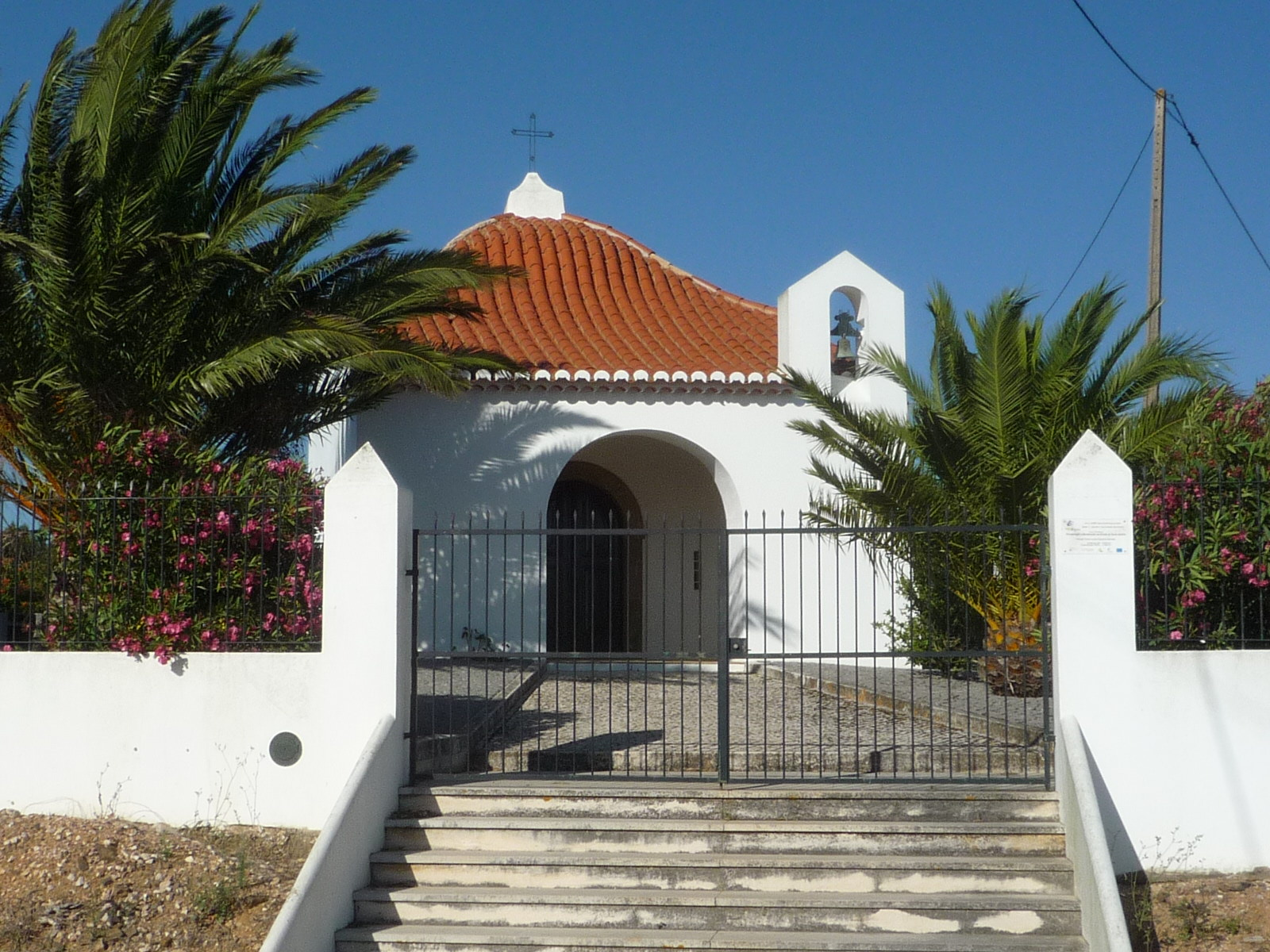
Die Kapelle Capela de Santo António